# Светско првенство у алпском скијању 2013.
Светско првенство у алпском скијању 2013. одржано је у Шладмингу у Аустрији од 4. до 17. фебруара 2013. године. Ово је било друго светско првенство у алпском скијању које је одржано у Шладмингу.
Одлуку у избору Шладминга за домаћина донео је ФИС 28. маја 2008. на конгресу у Кејптауну, у Јужноафричкој Републици. Противкандидати су били Бивер Крик, Кортина д'Ампецо и Санкт Мориц. Одлучено је и да Бивер Крик буде домаћин Светског првенства 2015, а Санкт Мориц 2017. године.
На првенству је учествовало 609 такмичара из 70 земаља.

## Освајачи медаља

### Мушкарци
| Дисциплина              |                               | Време   |                             | Време   |                               | Време   |
| Спуст детаљи            | Аксел Лунд Свиндал · Норвешка | 2:01,32 | Доминик Парис · Италија     | 2:01,78 | Давид Поасон · Француска      | 2:02,29 |
| Супервелеслалом детаљи  | Тед Лигети · Сједињене Државе | 1:23,96 | Готје де Тесјер · Француска | 1:24,16 | Аксел Лунд Свиндал · Норвешка | 1:24,18 |
| Суперкомбинација детаљи | Тед Лигети · Сједињене Државе | 2:56,96 | Ивица Костелић · Хрватска   | 2:58,11 | Ромед Бауман · Аустрија       | 2:58,13 |
| Велеслалом детаљи       | Тед Лигети · Сједињене Државе | 2:28,92 | Марсел Хиршер · Аустрија    | 2:29,73 | Манфред Мелг · Италија        | 2:30,67 |
| Слалом детаљи           | Марсел Хиршер · Аустрија      | 1:51,03 | Феликс Норојтер · Немачка   | 1:51,45 | Марио Мат · Аустрија          | 1:51,68 |

### Жене
| Дисциплина              |                                   | Време   |                              | Време   |                                   | Време   |
| Спуст детаљи            | Марион Ролан · Француска          | 1:50,00 | Нађа Фанкини · Италија       | 1:50,16 | Марија Хефл-Риш · Немачка         | 1:50,70 |
| Супервелеслалом детаљи  | Тина Мазе · Словенија             | 1:35,39 | Лара Гут · Швајцарска        | 1:35,77 | Џулија Манкусо · Сједињене Државе | 1:35,91 |
| Суперкомбинација детаљи | Марија Хефл-Риш · Немачка         | 2:39,92 | Тина Мазе · Словенија        | 2:40,38 | Никол Хосп · Аустрија             | 2:40,92 |
| Велеслалом детаљи       | Теса Ворли · Француска            | 2:08,06 | Тина Мазе · Словенија        | 2:09,18 | Ана Фенингер · Аустрија           | 2:09,24 |
| Слалом детаљи           | Микејла Шифрин · Сједињене Државе | 1:39,85 | Михаела Кирхгасер · Аустрија | 1:40,07 | Фрида Хансдотер · Шведска         | 1:40,11 |

### Екипно
| Дисциплина              | | | |
| Екипно такмичење детаљи | Аустрија · Никол Хосп · Михаела Кирхгасер · Кармен Талман · Марсел Хиршер · Марсел Матис · Филип Шергхофер | Шведска · Натали Еклунд · Фрида Хансдотер · Марија Пијетиле Холмнер · Јенс Бигмарк · Андре Миргер · Матијас Харгин | Немачка · Лена Дир · Марија Хефл-Риш · Вероник Хронек · Фриц Допфер · Штефан Луиц · Феликс Нојројтер |

## Биланс медаља
| Медаље земље домаћина |

|            | Држава           |   |   |   |    |
| ---------- | ---------------- | - | - | - | -- |
| 1.         | Сједињене Државе | 3 | 0 | 0 | 3  |
| 2.         | Аустрија         | 1 | 1 | 2 | 4  |
| 3.         | Норвешка         | 1 | 0 | 1 | 2  |
| 4.         | Италија          | 0 | 2 | 0 | 2  |
| 5.         | Француска        | 0 | 1 | 1 | 2  |
| 6.         | Немачка          | 0 | 1 | 0 | 1  |
| 6.         | Хрватска         | 0 | 1 | 0 | 1  |
| Укупно (7) | Укупно (7)       | 5 | 5 | 5 | 15 |

|            | Држава           |   |   |   |    |
| ---------- | ---------------- | - | - | - | -- |
| 1.         | Француска        | 2 | 0 | 0 | 2  |
| 2.         | Словенија        | 1 | 2 | 0 | 3  |
| 3.         | Немачка          | 1 | 0 | 1 | 2  |
| 4.         | Сједињене Државе | 1 | 0 | 1 | 2  |
| 5.         | Аустрија         | 0 | 1 | 2 | 3  |
| 6.         | Италија          | 0 | 1 | 0 | 1  |
| 6.         | Швајцарска       | 0 | 1 | 0 | 1  |
| 8.         | Шведска          | 0 | 0 | 1 | 1  |
| Укупно (8) | Укупно (8)       | 5 | 5 | 5 | 15 |

### Биланс медаља – укупно
|             | Држава           |    |    |    |    |
| ----------- | ---------------- | -- | -- | -- | -- |
| 1.          | Сједињене Државе | 4  | 0  | 1  | 5  |
| 2.          | Аустрија         | 2  | 2  | 4  | 8  |
| 3.          | Француска        | 2  | 1  | 1  | 4  |
| 4.          | Словенија        | 1  | 2  | 0  | 3  |
| 5.          | Немачка          | 1  | 1  | 2  | 4  |
| 6.          | Норвешка         | 1  | 0  | 1  | 2  |
| 7.          | Италија          | 0  | 3  | 0  | 3  |
| 8.          | Шведска          | 0  | 1  | 1  | 2  |
| 9.          | Хрватска         | 0  | 1  | 0  | 1  |
| 9.          | Швајцарска       | 0  | 1  | 0  | 1  |
| Укупно (10) | Укупно (10)      | 11 | 11 | 11 | 33 |

## Земље учеснице
Учествовало је 609 такмичара из 70 земаља. Малта је дебитовала на овом првенству.
| - Албанија (1) - Андора (6) - Аргентина (10) - Јерменија (5) - Аустралија (10) - Аустрија (37) - Азербејџан (2) - Белорусија (4) - Белгија (12) - Босна и Херцеговина (8) - Бразил (2) - Бугарска (6) - Канада (20) - Чиле (13) - Кина (6) - Хрватска (18) - Кипар (4) - Чешка Република (12) | - Данска (10) - Естонија (1) - Финска (9) - Француска (34) - Грузија (5) - Немачка (20) - Уједињено Краљевство (2) - Грчка (8) - Хаити (2) - Мађарска (18) - Исланд (10) - Индија (4) - Иран (12) - Ирска (3) - Израел (4) - Италија (24) - Јамајка (1) - Јапан (7) | - Казахстан (5) - Киргистан (7) - Летонија (13) - Либан (9) - Лихтенштајн (8) - Литванија (4) - Луксембург (3) - Република Македонија (5) - Малта (1) - Мексико (1) - Молдавија (2) - Монако (2) - Црна Гора (5) - Холандија (7) - Нови Зеланд (9) - Норвешка (10) - Пољска (8) | - Перу (2) - Португалија (2) - Порторико (1) - Румунија (1) - Русија (17) - Сан Марино (4) - Србија (8) - Словачка (11) - Словенија (22) - Јужна Кореја (1) - Шпанија (7) - Шведска (15) - Швајцарска (30) - Украјина (7) - Сједињене Државе (20) - Америчка Девичанска Острва (1) - Uzbekistan (11) |